# Libor Kozák
Libor Kozák (Opava, 30 mei 1989) is een Tsjechische voetballer die bij voorkeur als aanvaller speelt. Hij verruilde in september 2013 SS Lazio voor Aston Villa. Kozak debuteerde in 2012 in het Tsjechisch voetbalelftal.

## Clubcarrière

### SFC Opava
Kozák begon zijn carrière in 2001 bij de Tsjechische club SFC Opava. Hij heeft bij Opava alle jeugdelftallen doorlopen en in 2007 maakte hij zijn debuut in het eerste elftal. Kozák werd beschouwd als een veelbelovend talent en was een productieve doelpuntenmaker in de Tsjechische Tweede Divisie. In oktober 2007 scoorde hij zijn eerste hattrick in een wedstrijd die met 5-1 werd gewonnen van FC Zenit Čáslav.
In januari 2008 ging Kozák op proef bij de Engelse Premier League club Portsmouth FC maar tot een definitieve overgang kwam het niet. Aan het einde van het seizoen toonde Lazio interesse en Kozák maakte de overstap naar de club uit Rome.

### SS Lazio
In juli 2008 tekende Kozák een vijfjarig contract bij SS Lazio. Volgens verschillende geruchten zou Lazio een transfersom van 1,2 miljoen euro hebben betaald. Op 2 mei 2009 maakte Kozák zijn debuut in de Serie A in de wedstrijd tegen Internazionale (0-2 verlies), hij verving Mauro Zárate in de 84e minuut. Na een seizoen bij Lazio leende de club uit Rome hem gedurende het seizoen 2009-10 aan Brescia om ervaring op te doen in de Serie B. Op 26 september scoorde Kozák zijn eerste doelpunt in Italië tegen Grosseto.
Na zijn verhuurperiode bij Brescia keerde hij terug bij Lazio. Hij scoorde zijn eerste doelpunt voor Lazio op 18 september 2010 tegen Fiorentina, hij scoorde het winnende doelpunt. Op 16 januari 2011 scoorde hij opnieuw de winnende treffer ditmaal tegen Sampdoria. Twee weken later scoorde hij zijn 3e en 4e doelpunt voor Lazio tegen opnieuw Fiorentina. Zijn goede spel bleef ook bij de bondscoach van het Tsjechische nationale elftal, Michal Bílek, niet onopgemerkt. Michal Bílek bezocht het Stadio Olimpico om hem in actie te zien tegen AS Bari.
In het seizoen 2012-2013 wist Kozák onder trainer Vladimir Petković nog niet te scoren in de Serie A. In de UEFA Europa League 2012/13 lukt het hem wel om te scoren. In de achtste finale tegen Bundesliga club VfB Stuttgart scoorde Kozák zijn eerste hattrick voor SS Lazio op 14 maart 2013, hiermee bereikte Lazio de kwartfinale en is Kozák topscorer in de UEFA Europa League 2012/13 met 8 doelpunten. Ondanks de uitschakeling in de kwartfinale bleef Kozák topscorer van de UEFA Europa League 2012/13 met 8 doelpunten.

### Aston Villa
Bij zijn nieuwe werkgever Aston Villa wist Kozák in de eerste helft van het seizoen 2013-2014 'slechts' vier keer te scoren. Vlak na de jaarwisseling brak hij zijn been tijdens een training, waardoor hij een streep kon zetten door de rest van het seizoen. Daarop huurde zijn club aanvaller Grant Holt van Wigan Athletic FC.

## Statistieken
| Seizoen         | Club             |                   | Competitie      | Competitie | Competitie | Beker | Beker | Internationaal | Internationaal | Overig | Overig | Totaal | Totaal |
| Seizoen         | Club             | Wed.              | Competitie      | Dlp.       | Wed.       | Dlp.  | Wed.  | Dlp.           | Wed.           | Dlp.   | Wed.   | Dlp.   |        |
| --------------- | ---------------- | ----------------- | --------------- | ---------- | ---------- | ----- | ----- | -------------- | -------------- | ------ | ------ | ------ | ------ |
| 2006/07         | SFC Opava        | Vlag van Tsjechië | Druhá liga      | 15         | 8          | 0     | 0     | —              | —              | —      | —      | 15     | 8      |
| 2007/08         | SFC Opava        | Vlag van Tsjechië | Druhá liga      | 26         | 11         | 0     | 0     | —              | —              | —      | —      | 26     | 11     |
| Club totaal     | Club totaal      | Club totaal       | Club totaal     | 41         | 19         | 0     | 0     | 0              | 0              | 0      | 0      | 41     | 19     |
| 2008/09         | SS Lazio         | Vlag van Italië   | Serie A         | 3          | 0          | 0     | 0     | —              | —              | —      | —      | 3      | 0      |
| Club totaal     | Club totaal      | Club totaal       | Club totaal     | 3          | 0          | 0     | 0     | 0              | 0              | 0      | 0      | 3      | 0      |
| 2009/10         | → Brescia (huur) | Vlag van Italië   | Serie B         | 30         | 4          | 0     | 0     | —              | —              | —      | —      | 30     | 4      |
| Club totaal     | Club totaal      | Club totaal       | Club totaal     | 30         | 4          | 0     | 0     | 0              | 0              | 0      | 0      | 30     | 4      |
| 2010/11         | SS Lazio         | Vlag van Italië   | Serie A         | 19         | 6          | 3     | 1     | —              | —              | —      | —      | 22     | 7      |
| 2011/12         | SS Lazio         | Vlag van Italië   | Serie A         | 17         | 4          | 0     | 0     | 7              | 1              | —      | —      | 24     | 5      |
| 2012/13         | SS Lazio         | Vlag van Italië   | Serie A         | 19         | 0          | 1     | 0     | 11             | 10             | —      | —      | 31     | 10     |
| Club totaal1    | Club totaal1     | Club totaal1      | Club totaal1    | 58         | 10         | 4     | 1     | 18             | 11             | 0      | 0      | 80     | 22     |
| 2013/14         | Aston Villa      | Vlag van Engeland | Premier League  | 14         | 4          | 1     | 0     | —              | —              | —      | —      | 15     | 4      |
| 2014/15         | Aston Villa      | Vlag van Engeland | Premier League  | 0          | 0          | 0     | 0     | —              | —              | —      | —      | 0      | 0      |
| 2015/16         | Aston Villa      | Vlag van Engeland | Premier League  | 4          | 0          | 1     | 0     | —              | —              | —      | —      | 5      | 0      |
| 2016/17         | Aston Villa      | Vlag van Engeland | Championship    | 2          | 0          | 0     | 0     | —              | —              | —      | —      | 2      | 0      |
| Club totaal     | Club totaal      | Club totaal       | Club totaal     | 20         | 4          | 2     | 0     | 0              | 0              | 0      | 0      | 22     | 4      |
| 2017/18         | FC Bari 1908     | Vlag van Italië   | Serie B         | 15         | 2          | 1     | 0     | —              | —              | —      | —      | 16     | 2      |
| Club totaal     | Club totaal      | Club totaal       | Club totaal     | 15         | 2          | 1     | 0     | 0              | 0              | 0      | 0      | 16     | 2      |
| Carrière totaal | Carrière totaal  | Carrière totaal   | Carrière totaal | 164        | 39         | 7     | 1     | 18             | 11             | 0      | 0      | 189    | 51     |

1 N.B. Dit betreft een clubtotaal, dus een totaal van beide periodes bij SS Lazio.
Bijgewerkt t/m 30 september 2014

## Nationaal elftal
Kozák heeft deelgenomen aan het UEFA EK Onder-21 kampioenschap voetbal met Jong Tsjechië.
Op 15 maart 2011 werd Kozák voor het eerst opgeroepen voor het Tsjechische nationale team door bondscoach Michal Bílek voor de wedstrijden tegen Spanje en Liechtenstein, maar tot een debuut kwam het niet.
Op 14 november 2012 maakte Kozák zijn debuut voor Tsjechië in een oefenduel tegen buurland Slowakije (3-0 winst). Hij verving David Lafata in de 67e minuut.
| Interlands van Libor Kozák voor Tsjechië | Interlands van Libor Kozák voor Tsjechië | Interlands van Libor Kozák voor Tsjechië | Interlands van Libor Kozák voor Tsjechië | Interlands van Libor Kozák voor Tsjechië | Interlands van Libor Kozák voor Tsjechië |
| №                                        | Datum                                    | Wedstrijd                                | Uitslag                                  | Competitie                               | Goals                                    |
| Als speler van SS Lazio                  | Als speler van SS Lazio                  | Als speler van SS Lazio                  | Als speler van SS Lazio                  | Als speler van SS Lazio                  | Als speler van SS Lazio                  |
| ---------------------------------------- | ---------------------------------------- | ---------------------------------------- | ---------------------------------------- | ---------------------------------------- | ---------------------------------------- |
| 1                                        | 14 november 2012                         | Tsjechië – Slowakije                     | 3 – 0                                    | Vriendschappelijk                        | 0                                        |
| 2                                        | 22 maart 2013                            | Tsjechië – Denemarken                    | 0 – 3                                    | WK-kwalificatie                          | 0                                        |
| 3                                        | 7 juni 2013                              | Tsjechië – Italië                        | 0 – 0                                    | WK-kwalificatie                          | 0                                        |
| 4                                        | 14 augustus 2013                         | Hongarije – Tsjechië                     | 1 – 1                                    | Vriendschappelijk                        | Goal                                     |
| Als speler van Aston Villa               |                                          |                                          |                                          |                                          |                                          |
| 5                                        | 6 september 2013                         | Tsjechië – Armenië                       | 1 – 2                                    | WK-kwalificatie                          | 0                                        |
| 6                                        | 10 september 2013                        | Italië – Tsjechië                        | 2 – 1                                    | WK-kwalificatie                          | Goal                                     |

Bijgewerkt t/m 12-10-2013

## Erelijst

### MetSS Lazio
| Competitie   | Winnaar | Winnaar | Runner-up | Runner-up |
| Competitie   | Aantal  | Jaren   | Aantal    | Jaren     |
| ------------ | ------- | ------- | --------- | --------- |
| Nationaal    |         |         |           |           |
| Coppa Italia | 1×      | 2012/13 |           |           |

### Persoonlijk
| Europa                            |    |         |
| Topscorer UEFA Europa League      | 1× | 2012/13 |
| Nationaal                         |    |         |
| Topscorer 1. česká fotbalová liga | 1× | 2019/20 |